# Hradce
Hradce (deutsch Hradzen) ist eine Gemeinde in Tschechien. Sie liegt zehn Kilometer südwestlich von České Budějovice in Südböhmen und gehört zum Okres České Budějovice.

## Geographie

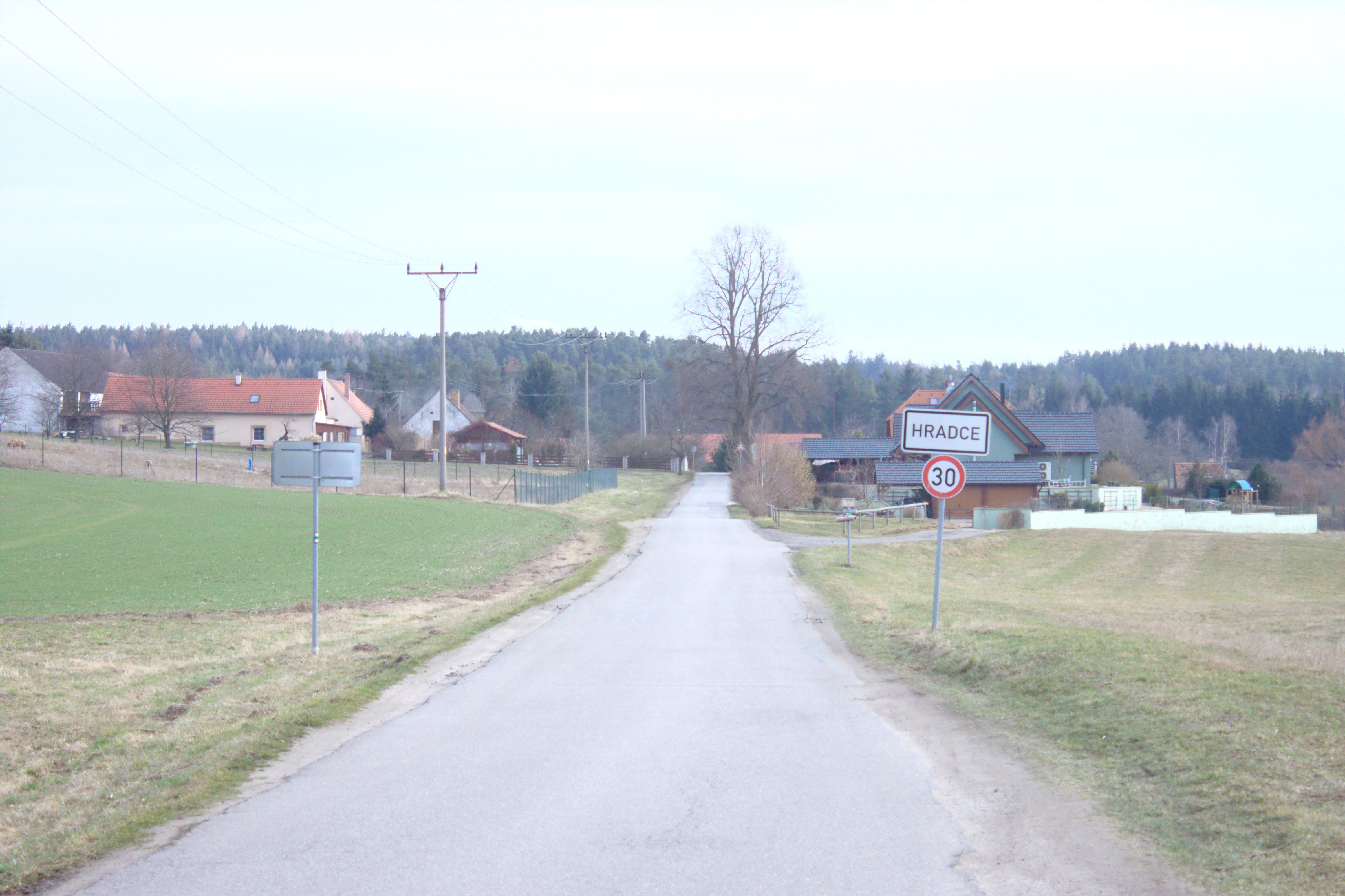
Ortsansicht

Hradce befindet sich rechtsseitig über dem Tal des Baches Dehtářský potok auf einer Hochfläche in den östlichen Ausläufern des Blanský les. Im Süden erhebt sich der Švehlany (520 m), südwestlich die Kašparka (612 m) und der Kluk (740 m), im Westen der Haberský vrch (718 m). Südlich des Ortes verläuft die Bahnstrecke České Budějovice–Černý Kříž, die Bahnstation Hradce liegt 500 m außerhalb des Dorfes im Wald Paniny.
Nachbarorte sind Lipí im Norden, U Zajíčka und Kaliště u Lipí im Nordosten, Závraty, Nové Homole und Dvůr Koroseky im Osten, U Nové Hospody, Koroseky und Vrábče im Südosten, U Veverků, U Zastávky, Zahrádky und Zahrádka im Süden, Mříč, Na Padělků und Slavče im Südwesten, U Konopí, Hastrman, Povišer, Adámek und Chmelná im Westen sowie Cihlář, Ludvík, Vobr und Habří im Nordwesten.

## Geschichte
Nördlich des Dorfes wurden in der Flur Travní Reste einer frühzeitlichen Siedlung aus der Bronze-, Hallstatt- und Latènezeit aufgefunden. Unweit davon wurde bei der Einschicht U Zajíčka ein Hügelgrab aus der Zeit um 750–500 v. Chr. entdeckt, in dem ein hallstattzeitliches Fürstengrab vermutet wird.
Die erste schriftliche Erwähnung des Dorfes erfolgte im Jahre 1375 in einer Besitzurkunde über drei Huben Wald und zwei Teiche in Hradcziich. Im Jahre 1840 bestand das zur Herrschaft Krumau untertänige Dominikaldorf Hradzen / Hradec aus sechs Häusern mit 39 Einwohnern. Pfarrort war Duben, der Schulunterricht wurde in Prabsch abgehalten.
Nach der Aufhebung der Patrimonialherrschaften bildete Na Hradci / Hradzen ab 1850 eine Ansiedlung der Gemeinde Vrábče in der Bezirkshauptmannschaft Budějovice/Budweis. Zum Ende des 19. Jahrhunderts wurde das Dorf zeitweilig als Hradec bezeichnet. 1891 nahm südlich des Dorfes die von der Österreichischen Lokaleisenbahngesellschaft errichtete Lokalbahn Budweis – Gojau den Verkehr auf. 1914 lebten in dem Dorf 33 durchweg tschechischsprachige Personen. 1924 wurde der amtliche Ortsname von Na Hradci in Hradce geändert. Am 12. Juni 1960 erfolgte die Abtrennung des Dorfes von Vrábče und Umgemeindung nach Homole. Seit dem 24. November 1990 bildet Hradce erstmals in seiner Geschichte eine eigene Gemeinde.

## Gemeindegliederung
Für die Gemeinde Hradce sind keine Ortsteile ausgewiesen. Zu Hradce gehören die Einschichten U Veverků (Wewerka) und U Zajíčka (Zagic).

## Bevölkerungsentwicklung
| Jahr      | 1869 | 1880 | 1890 | 1900 | 1910 | 1921 | 1930 | 1950 | 1961 | 1970 | 1980 | 1991 | 2001 | 2011 | 2021 |
| --------- | ---- | ---- | ---- | ---- | ---- | ---- | ---- | ---- | ---- | ---- | ---- | ---- | ---- | ---- | ---- |
| Einwohner | 60   | 54   | 56   | 36   | 33   | 45   | 68   | 44   | 34   | 28   | 16   | 43   | 40   | 72   | 103  |

## Sehenswürdigkeiten
- Nischenkapelle am Ortsrand
- Nischenkapelle, nördlich des Dorfes an der Straßengabelung nach Lipí und Závraty
- Gehöfte im südböhmischen Bauernbarock
- Steinerner Transformatorenturm